# Cryptolestes klapperichi
Cryptolestes klapperichi är en skalbaggsart som beskrevs av Lefkovitch 1962. Cryptolestes klapperichi ingår i släktet Cryptolestes och familjen ritsplattbaggar. Inga underarter finns listade i Catalogue of Life.

## Bildgalleri

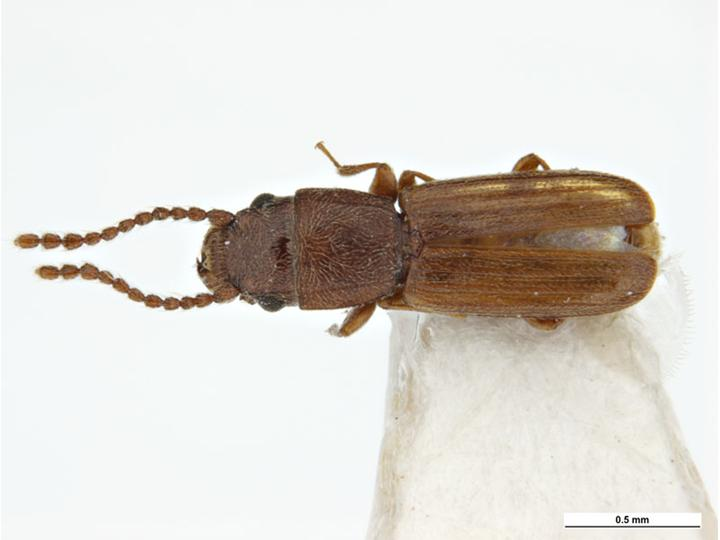